# Sällsjö

Sällsjö är en by i Mörsils socken i Åre kommun, 1 mil från Mörsil i Jämtland. 
Sällsjö by ligger mycket vackert vid Sällsjön och västra Jämtlands fjällvärld.
Innan kraftverksutbyggnaden vid Håckrenområdet på 1950-talet, var Sällsjöområdet ett populärt fritidsfiskeområde för folk från när och fjärran.
Ett vanligt fiskesätt på Sällsjön var s.k. uttring (utterbräda med lina och fiskeflugor på).
Sällsjö Turisthotell hade många gäster som ville vara nära den västjämtska fjällvärden.
Man kunde få transport över Sällsjön med en båt som kallades Turisten, för att sedan göra fjällvandringar.